# Тирличеві
Тирличеві (Gentianaceae) — родина квіткових рослин, налічує приблизно 102 роди й 1750 видів; половина родів — у південній Америці.

## Етимологія
Родина бере свою назву від роду Gentiana (тирличник), названого на честь іллірійського царя Гентія.

## Поширення
Тирличеві поширені переважно у помірно теплих та субтропічних регіонах обох півкуль, частково також у гірських районах тропіків.
Тирличеві можна зустріти від тропіків до снігів Арктики; вони ростуть у тундрі, у степах, у лісах різних типів та широт, на луках, болотах, по берегах водойм, але особливо їх багато у горах, у альпійському поясі, у яких вони часто переважають. Широке поширення тирличевих по усіх континентах (крім Антарктиди) говорить про те, що ця древня родина рослин сформувалося ще у період, коли континенти становили єдиний материк.

## Систематика
Антуан Лоран де Жюссьє описав родину вперше у 1789 році.

## Ботанічний опис
Стебловитке, зрідка більш-менш прямостояче. Характерною анатомічної рисою родини є наявність у провідній системі стебла внутрішньої флоеми.
Листкипрості, цілокраї, розміщення супротивне (за винятком роду Swertia).
Квіткавеликі, поодинокі, зібрані по 2-4 у пазушних або верхівкових напівзонтиках, або зрідка у верхівкових, майже головчатих суцвіттях. Чашечка 4-5-роздільна, віночок лійкоподібний, тичинок 5, прикріплені нитками до трубки віночка. Забарвлення пелюсток різноманітне — білого, жовтого, рожевого, червоного, помаранчевого, блакитного, синього кольору, а у мексиканської «квітки смерті» (Flor del Muerte), як там називають Lisianthus nigrescens, квітки чорні, лише при деякому освітленні вони здаються іноді злегка червоними.
Плідпереважно коробочка, яка відкривається по швах зав'язі.

### Триби
- триба Chironieae (G.Don) Endl.
  - підтриба Canscorinae Thiv & Kadereit
  - підтриба Chironiinae G.Don
  - підтриба Coutoubeinae G.Don
- триба Exaceae Colla
- триба Gentianeae Colla
  - підтриба Gentianinae G.Don
  - підтриба Swertiinae (Griseb.) Rchb.
- триба Helieae Gilg
- триба Potalieae Rchb.
  - підтриба Faroinae Struwe & V.A.Albert
  - підтриба Lisianthiinae G.Don
  - підтриба Potaliinae (Mart.) Progel
- триба Saccifolieae (Maguire & Pires) Struwe, Thiv, V.A.Albert & Kadereit

### Роди
- Adenolisianthus (Progel) Gilg
- Anthocleista R.Br.
- Aripuana Struwe, Maas & V.A.Albert
- Bartonia H.L.Mühl. ex Willd.
- Bisgoeppertia Kuntze
- Blackstonia Huds.
- Calolisianthus Gilg
- Canscora Lam.
- Celiantha Maguire
- Centaurium Hill — Золототисячник
- Chelonanthus Gilg
- Chironia L.
- Chorisepalum Gleason & Wodehouse
- Cicendia Adans.
- Comastoma (Wettst.) Toyok.
- Congolanthus A.Raynal
- Cotylanthera Blume
- Coutoubea Aubl.
- Cracosna Gagnep.
- Crawfurdia Wall.
- Curtia Cham. & Schltdl.
- Deianira Cham. & Schltdl.
- Djaloniella P.Taylor
- Enicostema Blume
- Eustoma Salisb.
- Exaculum Caruel
- Exacum L.
- Fagraea Thunb.
- Faroa Welw.
- Frasera Walter
- Geniostemon Engelm. & A.Gray
- Gentiana L. — Тирлич
- Gentianella Moench — Тирличничок
- Gentianopsis Ma
- Gentianothamnus Humbert.
- Halenia Borkh.
- Helia Mart.
- Hockinia Gardner
- Hoppea Willd.
- Irlbachia Mart.
- Ixanthus Griseb.
- Jaeschkea Kurz
- Karina Boutique
- Lagenanthus Gilg
- Latouchea Franch.
- Lehmanniella Gilg
- Lisianthius P.Browne
- Lomatogonium A.Braun
- Macrocarpaea (Griseb.) Gilg
- Megacodon (Hemsl.) Harry Sm.
- Microrphium C.B.Clarke
- Neblinantha Maguire
- Neurotheca Salisb. ex Benth.
- Obolaria L.
- Oreonesion A.Raynal
- Ornichia Klack.
- Orphium EE.Mey.
- Phyllocyclus WKurz
- Potalia Aubl.
- Prepusa Mart.
- Pterygocalyx Maxim.
- Purdieanthus Gilg
- Pycnosphaera Gilg
- Rogersonanthus Maguire & Pires
- Sabatia Adans.
- Saccifolium Maguire & Pires
- Schinziella Gilg
- Schultesia Mart.
- Sebaea Sol. ex R.Br.
- Senaea Taub.
- Sipapoantha Maguire & B.M.Boom
- Swertia L.
- Symbolanthus G.Don
- Tachia Aubl.
- Tachiadenus Griseb.
- Tapeinostemon Benth.
- Tetrapollinia Maguire & B.M.Boom
- Tripterospermum Blume
- Urogentias Gilg & Gilg-Ben.
- Veratrilla Baill. ex Franch.
- Voyria Aubl.
- Voyriella Miq.
- Wurdackanthus Maguire
- Xestaea Griseb.
- Zonanthus Griseb.
- Zygostigma Griseb.